# Edward Belcher
Edward Belcher (Halifax, 27 febbraio 1799 – Londra, 18 marzo 1877) è stato un ammiraglio ed esploratore britannico.

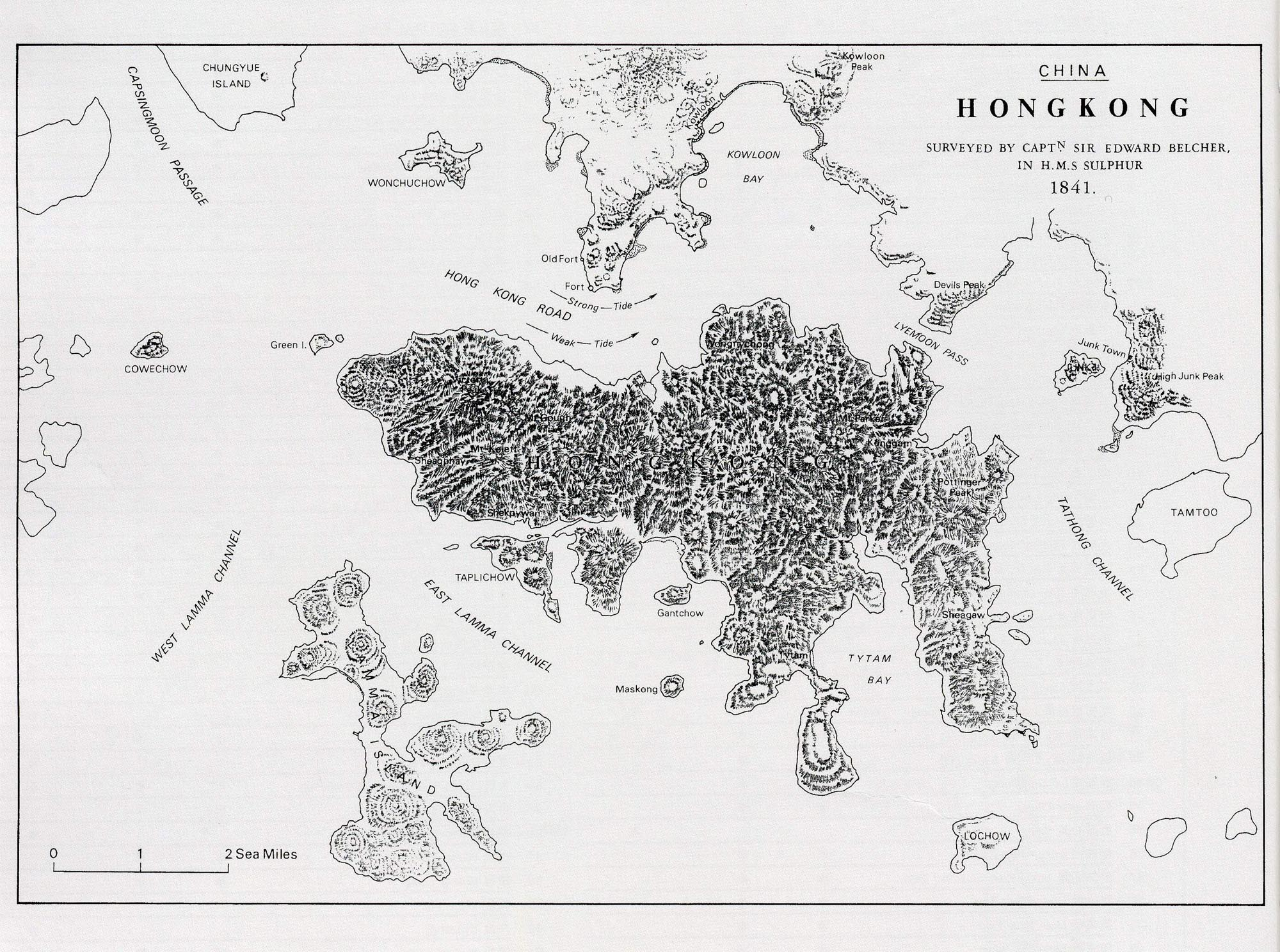
Mappa di Hong Kong redatta da Belcher dopo l'esplorazione dell'isola del 1841

Era il nipote del governatore Jonathan Belcher. La moglie, Diana Jolliffe, era figliastra del capitano Peter Heywood.

## Biografia

### Gioventù
Belcher nacque ad Halifax, in Nuova Scozia, secondogenito di Andrew Belcher e si arruolò nella Royal Navy nel 1812.

### Esplorazioni
Nel 1825 accompagnò Frederick William Beechey nella sua spedizione nel Pacifico e nello stretto di Bering, con il ruolo di agrimensore. In seguito comandò una nave lungo le coste settentrionali ed occidentali dell'Africa e nei mari britannici. Belcher sposò Diana Jolliffe nel 1833, e tre anni dopo intraprese il lavoro che Beechey aveva lasciato incompiuto lungo la costa pacifica dell'America Meridionale. Si trovava a bordo della bombarda HMS Sulphur alla quale fu ordinato di tornare in Inghilterra nel 1839 seguendo la rotta trans-pacifica. Belcher effettuò numerose osservazioni su numerose isole che visitò, e fu rallentato dovendo prendere parte alla guerra in Cina nel 1840.
Nel 1841, l'allora comandante Belcher sbarcò a Possession Point sulla costa settentrionale dell'isola di Hong Kong effettuando il primo sopralluogo britannico del porto di Hong Kong. Dopo la fine della guerra nel 1842 raggiunse casa e fu insignito del Knight Bachelor l'anno seguente. Fece parte della HMS Samarang che esplorò Indie Orientali, Filippine, Geomun-do (Port Hamilton) ed altri luoghi, fino al 1847.

### Spedizione in Artide
Nel 1852 Belcher guidò l'ultima e più grande spedizione dell'Ammiragliato per il salvataggio di Sir John Franklin. Era anche alla ricerca di Richard Collinson e Robert McClure le cui navi non erano state più viste dopo il loro ingresso nello stretto di Bering. Effettuò un grosso lavoro di esplorazione su slitta, salvò McClure ed abbandonò 4 delle sue 5 navi tra i ghiacci.
Aveva cinque navi: Assistance (Belcher), Resolute (Henry Kellett, secondo ufficiale George Nares), la Pioneer (Sherard Osborn), la Intrepid (Leopold McClintock) e la North Star (William Pullen). Belcher ed un'altra nave stavano per entrare nel canale di Wellington dove si pensava essere Franklin, mentre Kellett era più ad ovest sull'isola di Melville e cercava Collinson e McClure.
La North Star era ferma a Beechey come base per i rifornimenti. Lasciò Nore nell'aprile 1850. All'inizio dell'inverno la Assistance e la Pioneer furono bloccate dai ghiacci a Northumberland Sound a nord del canale di Wellington, mentre Resolute e Intrepid furono bloccate al largo dell'isola di Melville, prime navi a spingersi tanto ad ovest dalla spedizione di William Edward Parry del 1819. Fu svolto un gran lavoro d'esplorazione grazie a slitte trainate a mano. Nell'aprile 1853 Leopold McClintock ed altri partirono dalla Resolute su slitte e vi tornarono 105 giorni dopo, dopo aver coperto 2200 km ed aver scoperto l'isola Principe Patrick. Un altro gruppo si diresse ad ovest e trovò Robert McClure la cui nave era stata bloccata nella baia di Mercy. Belcher si diresse a nord su una slitta e trovò un canale all'estremità settentrionale dell'isola di Devon, ipotizzando che Franklin potesse averlo usato per fuggire dalla baia di Baffin. Quando in estate il ghiaccio si ruppe spinse le sue navi attraverso il canale di Wellington venendo nuovamente intrappolato. Nel febbraio 1854 Belcher cominciò a preoccuparsi seriamente della salvezza delle sue navi e dei suoi uomini. Ad aprile ordinò a Kellett di abbandonare le navi e tornare con le slitte alla North Star. Belcher abbandonò le proprie due navi alla fine di luglio. Aiutato da due navi che si presentarono all'isola di Beechey (la Phoenix e la Breadalbane) l'intero gruppo fece ritorno in Inghilterra. Belcher dovette subire una corte marziale, istituita in automatico per ogni capitano che perdeva una nave. Fu esonerato, ma la sua spada gli fu ritornata 'senza osservazioni'. Non ricevette più un comando attivo. Curiosamente la Resolute si liberò dai ghiacci ed andò alla deriva nello stretto di Davis dove fu raccolta da una baleniera statunitense.

### Vecchiaia
Dopo il suo ultimo servizio attivo, fu nominato Cavaliere Commendatore dell'Ordine del Bagno nel 1867, ed ammiraglio nel 1872.

## Retaggio
Belcher viene ricordato ad Hong Kong grazie allo stretto di Belcher, alla baia di Belcher ed al The Belcher's di Kennedy Town. Il suo nome è stato anche utilizzato per le isole Belcher in Canada settentrionale. È commemorato con una targa nell'Admiralty Garden, CFB Halifax.

## Opere
Edward Belcher pubblicò:
- Treatise on Nautical Surveying (1835)
- Narrative of a Voyage round the World performed in H.M.S. Sulphur, 1836-1842 (1843) (Volume 1, Volume 2)
- Narrative of the Voyage of H.M.S. Samarang during 1843-1846 (1848; la parte zoologica del viaggio fu gestita separatamente da alcuni suoi colleghi, 1850)
- The Last of the Arctic Voyages (1855)
- Horatio Howard Brenton (1856), un romanzo storico sulla marina